# Synagelides hubeiensis
Synagelides hubeiensis là một loài nhện trong họ Salticidae.
Loài này thuộc chi Synagelides. Synagelides hubeiensis được Peng & Li miêu tả năm 2008.